# Battaglia di Mactan
La battaglia di Mactan fu combattuta il 27 aprile 1521 su una spiaggia dell'attuale città di Lapu-Lapu, sull'isola di Mactan, nella parte centrale delle Filippine, fra Ferdinando Magellano, esploratore portoghese a servizio della corona di Spagna, e un folto gruppo di guerrieri indigeni capitanati dal datu Lapu-Lapu. Nella battaglia rimasero uccisi lo stesso Magellano e otto dei suoi uomini.
L'unica testimonianza diretta e completa della battaglia ci viene attraverso i diari dell'esploratore vicentino Antonio Pigafetta che, imbarcato insieme a Magellano a bordo della caracca Trinidad, accompagnò il navigatore portoghese durante il suo lungo viaggio che, dal 1519, lo vide impegnato nella prima circumnavigazione navale del Globo finanziata dalla Corona di Spagna.
La battaglia ebbe l'effetto di far ritirare gli spagnoli dall'arcipelago delle Filippine, ritardando la colonizzazione sino al loro ritorno nel 1565; per questo motivo nelle Filippine Lapu Lapu è considerato un eroe nazionale.

## Premesse
Due settimane prima della battaglia, il 14 aprile, Magellano era sbarcato per la seconda volta nella vicina Cebu e aveva intessuto rapporti amichevoli con il re Humabon e la Regina che in quei giorni erano stati battezzati e che si erano sottomessi, almeno apparentemente, al potere degli Spagnoli comandati da Magellano.

Forse per motivi di opportunità politica e di ostentazione di potere Magellano volle dimostrare al Re di Cebu che, nel caso avesse egli avuto bisogno di aiuto per rafforzare la propria autorità sulle terre vicine, sicuramente le forze spagnole avrebbero potuto dare un apporto determinante. E così Magellano si offrì di sostenere militarmente il re Humabon. 

Proprio in quei giorni uno dei due Raja, o Datu della piccola isola di Mactan, Lapu-Lapu (il Pigafetta lo chiama sempre Cilapulapu, probabilmente perché il prefisso SI in cebuano indica l'equivalente di un caso nominativo), si era ribellato a Raja Humabon rifiutandosi di fornire viveri e assistenza ai nuovi alleati ospiti del re di Cebu. Lapu-Lapu aveva i suoi motivi di rancore nei confronti di Magellano e dei suoi; sembra infatti che nei giorni precedenti alcuni dei soldati del comandante portoghese si fossero abbandonati ad isolate scorrerie sull'isola di Mactan, violentando diverse donne e dando fuoco ad alcune abitazioni.

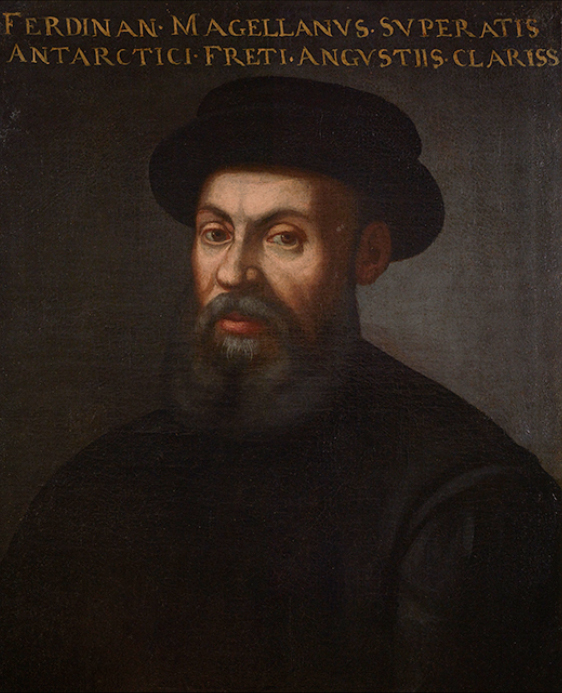
Magellano in un ritratto postumo (anonimo del XVI o XVII secolo).

Mactan (o Matan come scriveva Pigafetta) è una piccola isola di soli 65 chilometri quadrati e si trova proprio di fronte a Cebu (Zubu) alla quale è oggi collegata da due lunghi ponti. Pigafetta la presenta così:
L'occasione della piccola rivolta di Lapu-Lapu a Mactan è quindi un buon casus belli per attaccare l'isola e il suo Re e mostrare così a Raja Humabon e ai regni circostanti la forza e la superiorità dei soldati spagnoli nuovi arrivati. Magellano decide quindi di infliggere una lezione dimostrativa al ribelle di Mactan e inizia a organizzare i piani di attacco che, a posteriori, appaiono totalmente privi di quello spirito di prudenza e di capacità nell'affrontare i momenti di crisi che sempre avevano contraddistinto il soldato Magellano.

## La battaglia

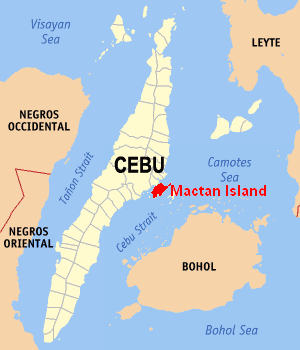
L'isola di Mactan, di fronte a Cebu.

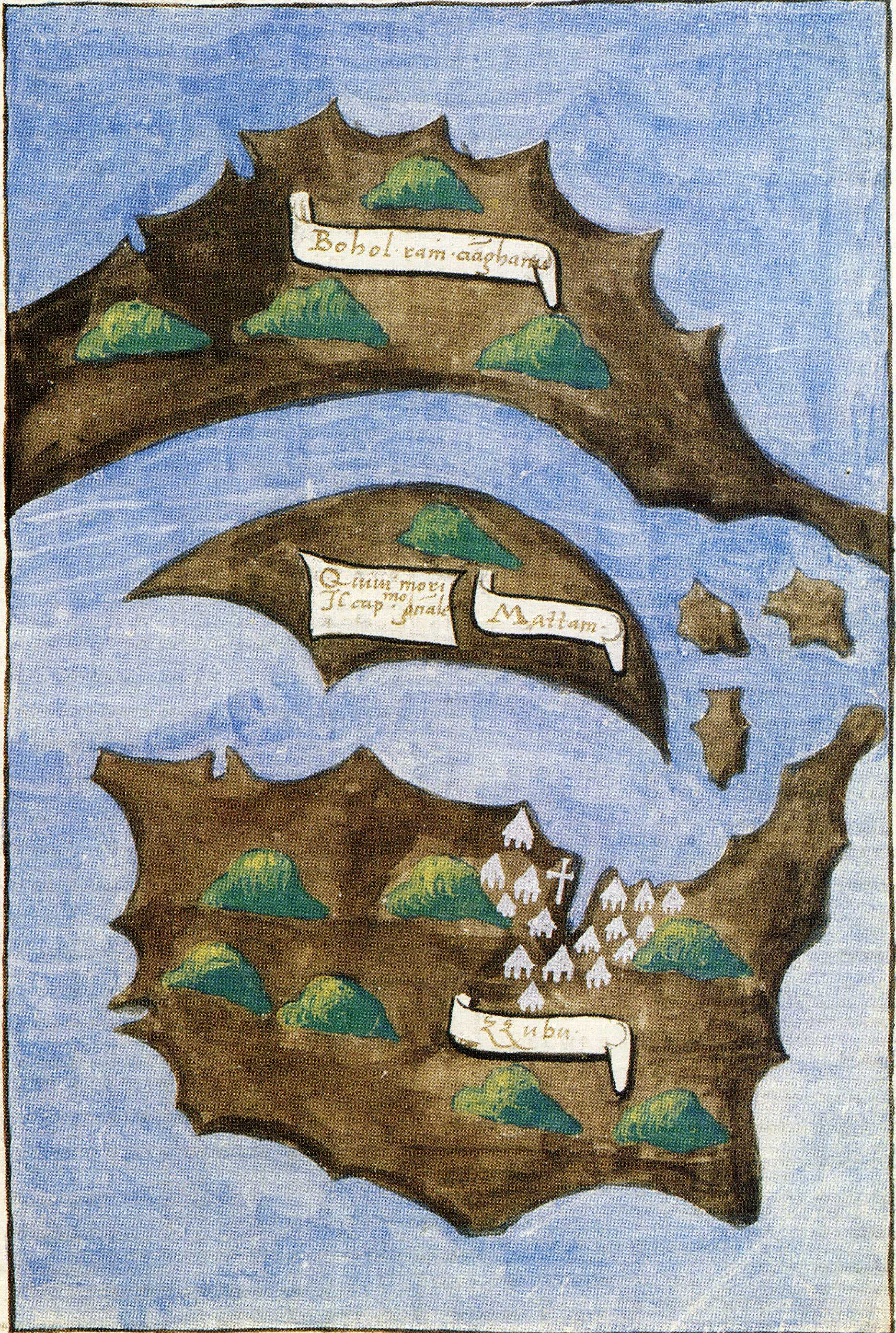
Dal basso: le isole di Cebu, Mactan e Bohol (illustrazione tratta dal Diario di Pigafetta)

Alla mezzanotte di venerdì 26 aprile - su segnalazione di Zula, l'altro datu di Mactan fedele agli spagnoli e che promette di aiutare Magellano nella battaglia - tre battelli con a bordo sessanta uomini armati di "corsaletti e celate", il re Zula e altri funzionari partono per attraversare il piccolo stretto che separa Cebu dall'isola di Mactan. Tre ore prima dell'alba i battelli si ancorano "a due tiri di balestra" dalla spiaggia perché gli scogli e la barriera corallina ne impediscono l'avvicinamento.
Non volendo combattere subito, Magellano invia il proprio schiavo Enrique (un malese che fungeva anche da interprete fra gli spagnoli e le popolazioni locali) a offrire una pace preventiva a Lapu-Lapu in cambio della sua sottomissione al re Humabon e alla Corona spagnola. Altrimenti sarebbe stata guerra. Enrique, tuttavia, riceve da Lapu-Lapu una risposta sprezzante e torna da Magellano a riferire del fallimento della missione di pace.
È dopo la risposta altezzosa di Lapu-Lapu che il navigatore portoghese sembra abbandonare la tipica prudenza che ha sempre accompagnato le sue azioni e, invece di attaccare la piccola isola di Mactan con tutte le forze a sua disposizione, decide di porre sé stesso a capo di una veloce incursione, forte di una cinquantina di uomini. Re Humabon e i suoi assisteranno all'attacco dalle loro canoe al largo dell'isola.
Appena spuntato il giorno quarantanove soldati dotati di armature e armati di schioppetti e balestre con Magellano alla testa e Pigafetta al suo fianco sbarcano, con l'acqua fino alle cosce, sulla spiaggia dell'isola: i battelli rimasti al largo e sorvegliati dai restanti undici uomini dell'equipaggio sono troppo distanti e non possono offrire copertura agli sbarcati con le spingarde e le bombarde di bordo, dettaglio che si rivelerà fatale per gli Spagnoli.
Giunti a riva Magellano e i suoi trovano ad attenderli millecinquecento indigeni armati di lance e frecce e divisi in tre squadroni Pigafetta racconta:
Lo capitano gridava "non tirare, non tirare", ma non li valeva niente. Quando questi visteno che tiravamo li schioppetti invano, gridando deliberarono a star forte, ma molto più gridavano. Quando erano descaricati li schioppetti, mai non stavano fermi, saltando de qua e de là: coperti con li sui targoni ne tiravano tante frecce, lance de canna (alcune de ferro al capitano generale), pali pontini brustolati, pietre e lo fango, [che] appena se potevamo defendere.
Vedendo questo, lo capitano generale mandò alcuni a brusare le sue case per spaventarli.
Quando questi visteno brusare le sue case, diventarono più feroci. Appresso de le case furono ammazzati due de li nostri, e venti, o trenta case li brusassemo; ne venirono tanti addosso, che passarono con una frezza venenata la gamba dritta al capitano: per il che comandò che se retirassimo a poco a poco: ma loro fuggirono, sicché restassimo da sei o otto con lo capitano.»

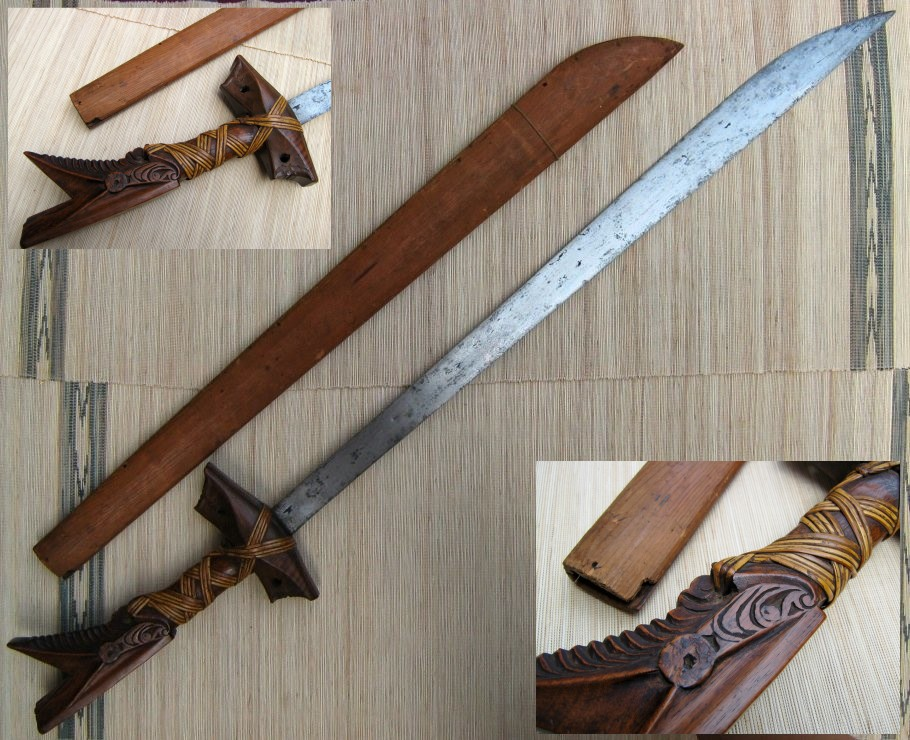
un kampilan come quella usata da Lapu-Lapu.

Il destino della battaglia e di Magellano sono ormai segnati. Il capitano ferito, pochi gli uomini e con le armi che non producono l'effetto sperato, l'esito è ormai chiaro: Lapu-Lapu, lo sconosciuto re e i suoi uomini armati di frecce hanno sconfitto i nuovi arrivati che si erano presentati come i messaggeri del Figlio di Dio e armati di armi mai viste prima da quelle popolazioni. E così finisce anche la vita di Magellano, che dopo aver navigato tutti i mari del mondo fra tempeste, malattie e rivolte di equipaggi, cade ucciso in una scaramuccia contro uno dei due datu della piccola isola di Mactan.
Dopo l'umiliazione della disfatta una ancora più dolorosa ne seguì: su richiesta degli Spagnoli venne mandato a dire a Lapu-Lapu, attraverso il re di Cebu, che fosse fissato un prezzo per il riscatto del corpo di Magellano e che in cambio sarebbero state date tante mercanzie quante il datu avrebbe richiesto. Lapu-Lapu rifiutò sprezzantemente rispondendo che il cadavere sarebbe stato trattenuto "per memoria loro". Non si seppe mai cosa ne fu delle spoglie del Portoghese, ma di certo non trovarono sepoltura. Perciò a ricordo del navigatore esiste solo un monumento a forma di piccolo arco di trionfo con dedica A Hernando de Magallanes sormontato da un corto obelisco a segnalazione del luogo ove Magellano presumibilmente cadde. Fu fatto erigere nel 1866 su volere di Isabella II di Spagna. Poco distante si erge anche il monumento a ricordo di Lapu-Lapu costituito da una statua di bronzo di circa 4 metri d'altezza, che lo raffigura armato di scimitarra (peraltro dalla forma storicamente inaccurata) e scudo.
Secondo il Pigafetta nel duro scontro con gli isolani, gli spagnoli persero otto uomini oltre al Capitano, Lapu-Lapu ne perse almeno quindici più molti feriti. Quattro Indi "fatti cristiani" che erano venuti in aiuto degli spagnoli vennero uccisi per sbaglio dalle bombarde delle navi di Magellano.

## Dopo la battaglia ed ennesimo massacro

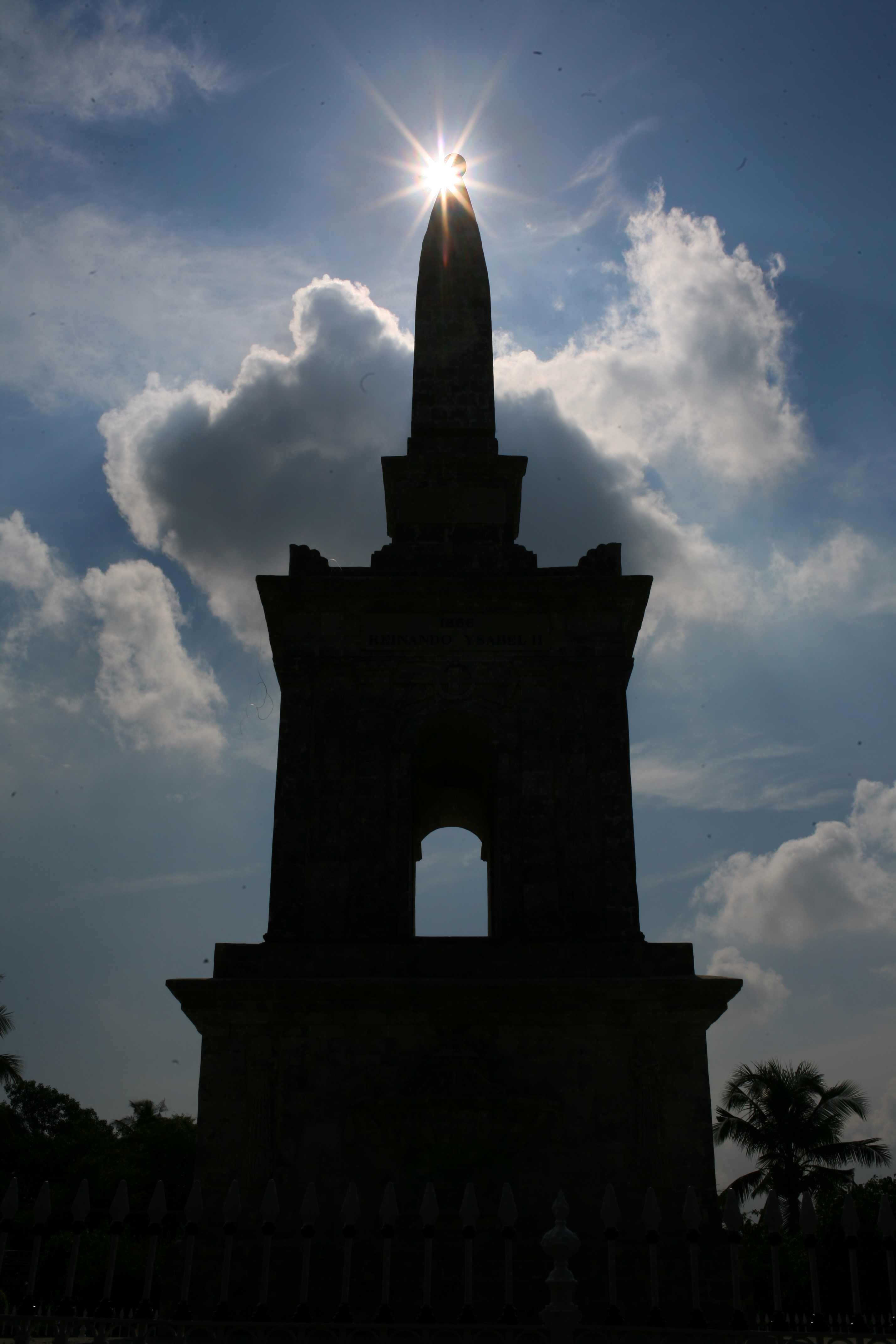
Monumento in onore di Magellano, eretto nel 1866 in prossimità della spiaggia, luogo dello scontro.

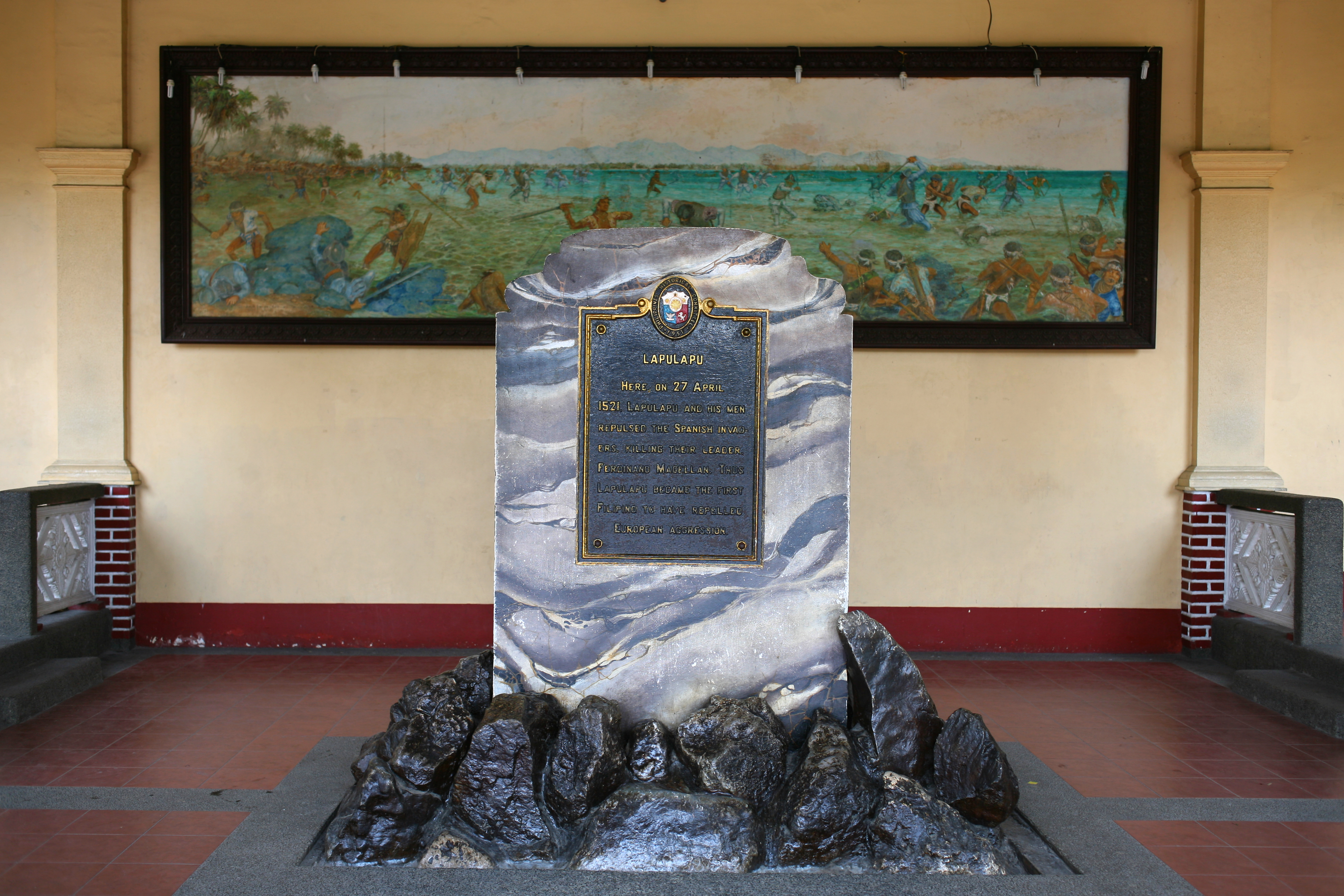
Sacrario in onore di Lapu-Lapu.

Tornata precipitosamente a bordo delle navi la rimanente forza spagnola ed eseguito l'ordine di rientro da parte dei quattro Spagnoli che si trovavano a Cebu per mercanteggiare, due nuovi comandanti furono immediatamente nominati, il Portoghese Duarte Barbosa, parente di Magellano, e lo Spagnolo Giovan Serrano.
Nelle ore immediatamente successive alla battaglia accadde che l'interprete della spedizione e schiavo di Magellano, tal Enrique di origini forse malesi, rimanesse chiuso nella sua cabina lamentando l'impossibilità di aiutare nelle normali operazioni di bordo e di scendere a terra a causa di alcune ferite ricevute durante la battaglia. Pigafetta scrive che per questa sua indolenza fu duramente frustato dal nuovo comandante della nave capitana, Barbosa, che lo aveva anche minacciato di portarlo in Spagna come schiavo della moglie di Magellano, Madonna Beatrice. Questo violento trattamento di Enrique - secondo il Pigafetta - determinò la decisione dell'interprete di ordire un tradimento ai danni degli Spagnoli:
Stando alla testimonianza del Pigafetta, dunque, il re di Cebu - che si era convertito opportunisticamente al cristianesimo per assicurarsi un forte alleato come gli Spagnoli, ma che aveva visto come essi fossero stati miseramente sconfitti da uno dei due Re della piccola Mactan - accettò di partecipare al tradimento e il giorno del 1º maggio invitò gli Spagnoli a visitarlo nella sua casa, perché avrebbe dato loro le gioie che aveva promesso a Magellano come regalo al re di Spagna. Andarono quindi ventiquattro degli Spagnoli, fra cui Giovan Serrano e l'astrologo della spedizione, San Martin de Seviglia, convinti di trovare degna accoglienza e lauti banchetti. Il Pigafetta non poté scendere a terra perché "tutto enfiato per una ferita de frezza velenata che aveva ne la fronte".
Dopo qualche tempo, però, un battello tornò di gran fretta alle navi trasportando Gioan Carvaio, compare di Serrano, secondo il quale qualche cosa di poco chiaro si stava preparando a terra; subito dopo, infatti, grandi urla si levarono dalla spiaggia. Immediatamente furono salpate le ancore e, avvicinatesi a terra, le navi cominciarono a bombardare l'abitato di Cebu. Pigafetta narra:
Così terminò la battaglia di Mactan, con Magellano ucciso, una trentina di morti e l'equipaggio decimato a tal punto che, subito dopo, presso la vicina isola di Bohol, i superstiti decisero di affondare, bruciandola, la nave Concepcion per mancanza di marinai.
A seguito di tutti questi eventi, Juan Sebastián Elcano, nuovo comandante della spedizione, condusse fino alle Molucche le due caracche superstiti, la Trinidad e la Victoria, portando a compimento l'intento che era stato di Magellano. In seguito la Trinidad rimarrà bloccata per un'avaria ed Elcano deciderà di veleggiare verso ovest con la Victoria per raggiungere la Spagna. Vi giunse nel 1522, al comando dei diciassette superstiti della spedizione, dopo aver completato la prima circumnavigazione del mondo.